# Mistrzostwa Świata w Tenisie Stołowym 2001
46. Mistrzostwa świata w tenisie stołowym odbyły się w dniach 23 kwietnia – 6 maja 2001 roku w Osace. Zawody zostały zdominowane przez reprezentantów Chin, którzy zwyciężyli we wszystkich konkurencjach.

## Końcowa klasyfikacja medalowa
| Miejsce | Państwo          | Złoto | Srebro | Brąz | Razem |
| ------- | ---------------- | ----- | ------ | ---- | ----- |
| 1       | Chiny            | 7     | 4      | 5    | 14    |
| 2       | Korea Południowa | 0     | 1      | 3    | 4     |
| 3       | Korea Północna   | 0     | 1      | 1    | 2     |
| 4       | Belgia           | 0     | 1      | 0    | 1     |
| 5       | Japonia          | 0     | 0      | 2    | 2     |
| 5       | Chińskie Tajpej  | 0     | 0      | 2    | 2     |
| 7       | Szwecja          | 0     | 0      | 1    | 1     |

## Medaliści
| Konkurencja:               | Złoto:                | Srebro:                   | Brąz:                                                   |
| gra pojedyncza kobiet      | Wang Nan              | Lin Ling                  | Kim Yun-mi Zhang Yining                                 |
| gra pojedyncza mężczyzn    | Wang Liqin            | Kong Linghui              | Ma Lin Chiang Peng-Iung                                 |
| gra podwójna kobiet        | Wang Nan Li Ju        | Sun Jin Yang Ying         | Zhang Yingying Zhang Yining Mayu Kawagoe Akiko Takeda   |
| gra podwójna mężczyzn      | Wang Liqin Yan Sen    | Liu Guoliang Kong Linghui | Chang Yen-shu Chiang Peng-Iung Oh Sang-eun Kim Taek-soo |
| gra mieszana               | Qin Zhijian Yang Ying | Oh Sang-eun Kim Moo-kyo   | Liu Guoliang Sun Jin Zhan Jian Bai Yang                 |
| konkurs drużynowy mężczyzn | Chiny                 | Belgia                    | Korea Południowa · Szwecja                              |
| konkurs drużynowy kobiet   | Chiny                 | Korea Północna            | Japonia · Korea Południowa                              |